# Масса-Мартана
Масса-Мартана (італ. Massa Martana) — муніципалітет в Італії, у регіоні Умбрія,  провінція Перуджа.
Масса-Мартана розташована на відстані близько 100 км на північ від Рима, 38 км на південь від Перуджі.
Населення — 3766 осіб (2014).

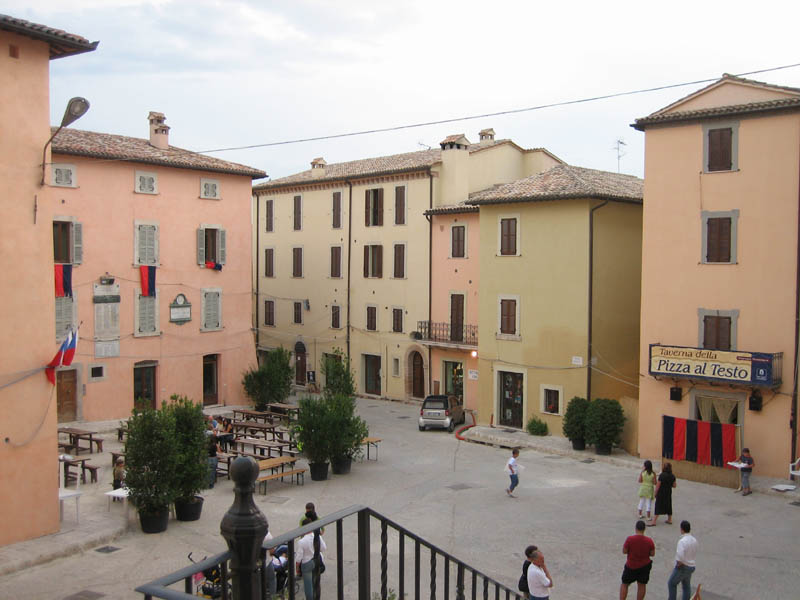

Щорічний фестиваль відбувається 31 жовтня. Покровитель — San Felice.

## Демографія
Населення за роками:

Станом на 1 січня 2023 року в муніципалітеті офіційно проживало 395 іноземців з 34 країн, серед них 134 громадяни країн Євросоюзу та 16 громадян України.

## Сусідні муніципалітети
- Аккуаспарта
- Джано-делл'Умбрія
- Гуальдо-Каттанео
- Сполето
- Тоді